# Jacobus Cornelis van de Polder
Jacobus Cornelis van de Polder (1785 – 1864  in Den Haag) was een Nederlands officier der Genie en ridder in de Militaire Willems-Orde (12 mei 1823 voor het aanleggen van de versterkingen aan de Nederlandse zuidgrens). Jacobus Cornelis van de Polder  nam in 1804 dienst in het Bataafse leger en diende van 1810 tot 1814 als  kapitein in het Franse leger. Jacobus Cornelis van de Polder werd in 1849 als Nederlands generaal-majoor gepensioneerd.